# Шехзаде Бајазит (син Сулејмана Величанственог)
Шехзаде Бајезид (осм. شهزادة بايزيد тур.  тур. Şehzade Bayezid; 1525. — 25. септембар 1561), био је принц Османског царства.

## Детињство и младост
Шехзаде Бајазит је рођен 1527. године у Истанбулу за време владавине свог оца Сулејмана Величанственог. Његова мајка је била султанија Хурем. Имао је четири брата, шехзаде Мехмеда, шехзаде Селима, шехзаде Абдулаха и шехзаде Џихангира, и сестру Михримах. Крајем 1539. године одржана је церемонија којом се славило обрезивање Бајазита и његовог млађег брата Џихангира. 
Године 1542. именован је за намесника Карамана, након чега је отишао у Коњу. Године 1548–49 дошао је у Алепо да проведе неколико месеци у Сулејмановој дружини и његовој околини. 

## Борба за престо
Након погубљења његовог полубрата шехзаде Мустафе, било је јасно да ће престо наследити он или његов старији брат Селим.
У првим месецима 1555. године избила је побуна у данашњој североисточној Бугарској, где је устанак предводио човек који је у османским изворима подругљиво називан Мустафа варалица. Вођа побуњеника је тврдио да је шехзаде Мустафа, тврдећи да је побегао из Сулејмановог војног логора. Како се побуна ширила, Бајазит је, обавештен о развоју догађаја, предузео прве кораке, вршећи војне припреме и иницирајући тајне преговоре преко окружног намесника. У јулу 1555. Сулејман је послао Соколу Мехмед-пашу са домаћим трупама и јањичарима да угуше устанак, што је довело до хапшења претендента. Преварант је превезен у Истанбул, где се суочио са мучењем и погубљењем 31. јула 1555. године.
У августу су покренуте спекулације које сугеришу да је Бајазит можда оркестрирао побуну са тежњама да се попне на престо током Сулејмановог одсуства. Сулејман је желео да казни Бајазита, међутим, спречила га је његова жена Хурем. Сулејман, желећи да буде правичан, тактички је преселио Бајазита у Кутахју.
Динамика се значајно променила након смрти султаније Хурем у априлу 1558. године, која је последњих година посредовала између својих синова. Сулејман је имао за циљ да обезбеди сарадњу својих синова, Селима и Бајазита, па их је у септембру 1558. године распоредио у удаљеније провинције; Селима из Манисе у Коњу и  Бајазита из Кутахје у Амасију. Бајазит је изражавао незадовољство и тражио ново именовање. Сулејман је применио чвршћи тон, упозоравајући Бајазита да не пркоси очинским наредбама на сопствени ризик. Бајазит, који није успео да убеди свог оца да преиспита своју одлуку, напустио је Кутахју крајем октобра и стигао у Амасију у децембру. Бајазидове сталне притужбе и захтеви за прераспоређивање ескалирали су чак и након што је стигао у Амасију, сигнализирајући растућу намеру за оружани сукоб, представљен као самоодбрана. Неминовност конфронтације се приближила првих месеци 1559. године.

## Рат са Селимом
Средином априла 1559. Бајазит и његова војска су напустили Амасију и напредовали према Анкари. Постало је очигледно да је његова права намера била да нападне и елиминише Селима, са циљем да буде једини престолонаследник пре него што Сулејман стане на страну Селима. Сазнавши за Бајазитов поход, Сулејман је сматрао да је војна акција неопходна, наложивши трећем везиру Мехмед-паши Соколовићу да се придружи Селиму са јањичарима. 
Пре него што су снаге престонице стигле до Коње, Бајазит је променио курс ка југу од Анкаре, стигавши близу Коње крајем маја 1559. Селим је, предвиђајући напад, заузео одбрамбени став са појачаним снагама, на крају победивши у борби 30. маја. Исцрпљен и поражен, Бајазит се повукао у Амасију, тражећи помиловање од свог оца и великог везира Рустем-паше, док је истовремено покушавао да се прегрупише. Селим је, потпомогнут снагама Соколу Мехмед-паше, прогонио Бајазита, што је изазвало свеобухватну мобилизацију против Бајазита преко отоманске државне машинерије. 

## Азил
Бајазит је 7. јула 1559. кренуо на исток од Амасије са четири своја сина и десет хиљада људи. Бајазит је одбегао у Персију. Његови поступци изазвали су забринутост унутар османског царства због потенцијалне претње његовог насилног повратка и могућности савеза са Тахмаспом. Да би се спречила свака агресија, додатне снаге су распоређене дуж границе са Персијом и стављене у стање високе приправности. У октобру 1559. године је стигао у Казвин, где га је дочекао шах Тахмасп. Иако је Тахмасп у почетку свесрдно и раскошно дочекао Бајазита, касније га је утамничио на захтев султана Сулејмана у априлу 1560. године.
У наредних годину и по, изасланици ће наставити да путују на релацији Истанбул - Казвин. 16. јула 1561. године стигло је последње османско посланство, чији је формални задатак, као и претходним амбасадама, био да покуша да врати Бајазита у Истанбул. У писму, Сулејман је такође изјавио да је спреман да започне нову еру отоманско-сефавидских односа. Такође се сложио са Тахмасповим захтевом да му плати за предају шехзаде Бајазита. Тахмасп је тада добио 400.000 златника.
Коначно, 25. септембра 1561, Бајазита и његова четири сина су предата и погубљена у околини Казвина. Сахрањени су у Сивасу.

## Потомство
Бајазит је имао једанаесторо деце:
- шехзаде Орхан (1543, Караман - 25. септембар 1561, Казвин)[1]; намесник Чорума (1558-1559), описиван као "изненађујуће леп";[2]
- шехзаде Осман (1545, Караман - 1560, Шебинкарахисар); намесник Шебинкарахисара[1][3][4]
- шехзаде Абдулах (1548, Караман, - 25. септембар 1561, Казвин)[1]
- шехзаде Махмуд (1552, Караман, - 25. септембар 1561, Казвин)[1]
- шехзаде Мехмед (1558, Кутахја - 25. септембар 1561, Казвин)
- шехзаде Мурад[5] (1559, Амасија[6] – јул 1561, Бурса);[5]
- шехзаде Сулејман (1561, Казвин - 3. октобар 1561, Бурса)
- Михримах-султанија (1546, Караман - након 1608, Истанбул); удата 1562. године за Музафер-пашу (умро 1593), намесника Багдада, Кипра и Лорестана[7]
- Хатиџе-султанија (1550, Караман – након 1576)[8]);
- Ајше-султанија (1553, Караман - септембар 1601); удата 1568. године за Газанфер-пашу и имала је сина Осман-бега (ум. октобар 1584). Сахрањена је крај ћерке и унуке Шах-султаније у Ејупу.[9]
- Ханзаде-султанија (1556, Кутахја - након 1562)